# I get a sidekick out of you
I get a sidekick out of you es el 128° episodio de la serie de televisión norteamericana Gilmore Girls.

## Resumen del episodio
Lorelai lleva el vestido de la madre de Lane a casa de la novia, le hace diversos cambios lo cual no molesta a la Sra. Kim, sin embargo no desea que Lorelai vaya sin un acompañante a la ceremonia porque será vista como una soltera disponible, ya que Luke está fuera del pueblo.
La noches de las despedidas -de soltera- de Lane y -de soltero- de Zach se arruinan cuando ambos, junto con sus amigos, no consiguen divertirse. De todos modos, ambos grupos deciden juntarse en una sola fiesta. 
Al día siguiente, la abuela de Lane, que es budista, llega a la casa y la Sra. Kim, al no desear que su madre descubra que ella es de la Iglesia Adventista del Séptimo Día, se adelanta arreglando su casa para allí realizarse la primera boda -budista- de Lane y Zach  
Al estar Luke de viaje con April, al advertirle la Sra. Kim a Lorelai sobre asistir sola, ella decide llevar a Michel. Sin embargo, cuando él consigue boletos para un concierto de Céline Dion y deja plantada a Lorelai, ella llama a Christopher ante la sugerencia de Rory.
Después de la ceremonia budista, se celebra una boda Adventista, y finalmente al retirarse los coreanos, el resto de los presentes disfrutan de una gran celebración en la plaza del pueblo. Rory y el bajista del grupo hacen discursos como padrinos y luego, en medio de la fiesta, Lorelai sale a hablar, algo afectada por los tragos, acerca que nunca se casará, por lo que Christopher va a su rescate. 
Rory recibe una llamada telefónica en la cual le informan que Logan ha sufrido un accidente mientras estaba en su viaje con la Brigada, y que está volviendo a New York en avión para ser atendido.

## Curiosidades
- Los crucifijos que sacan de la cocina de Lane no estaban en una escena anterior.
- Lorelai debería haber reconocido a April en las fotografías, ya que la ha visto en dos ocasiones: cuando la conoció y después cuando todo el pueblo la veía en Luke's.
- En su discurso, Lorelai afirma que Lane tiene 22 años, pero más antes se dijo que tenía 21.
- Según Lorelai, Lane es la primera de los amigos de Rory que se casa. Sin embargo, ella y Dean eran amigos, y él se casó antes (episodio Chicken or beef?, cuarta temporada).

- Datos: Q5907643